# Strumigenys vazerka
Strumigenys vazerka är en myrart som beskrevs av Bolton 1983. Strumigenys vazerka ingår i släktet Strumigenys och familjen myror. Inga underarter finns listade i Catalogue of Life.

## Bildgalleri

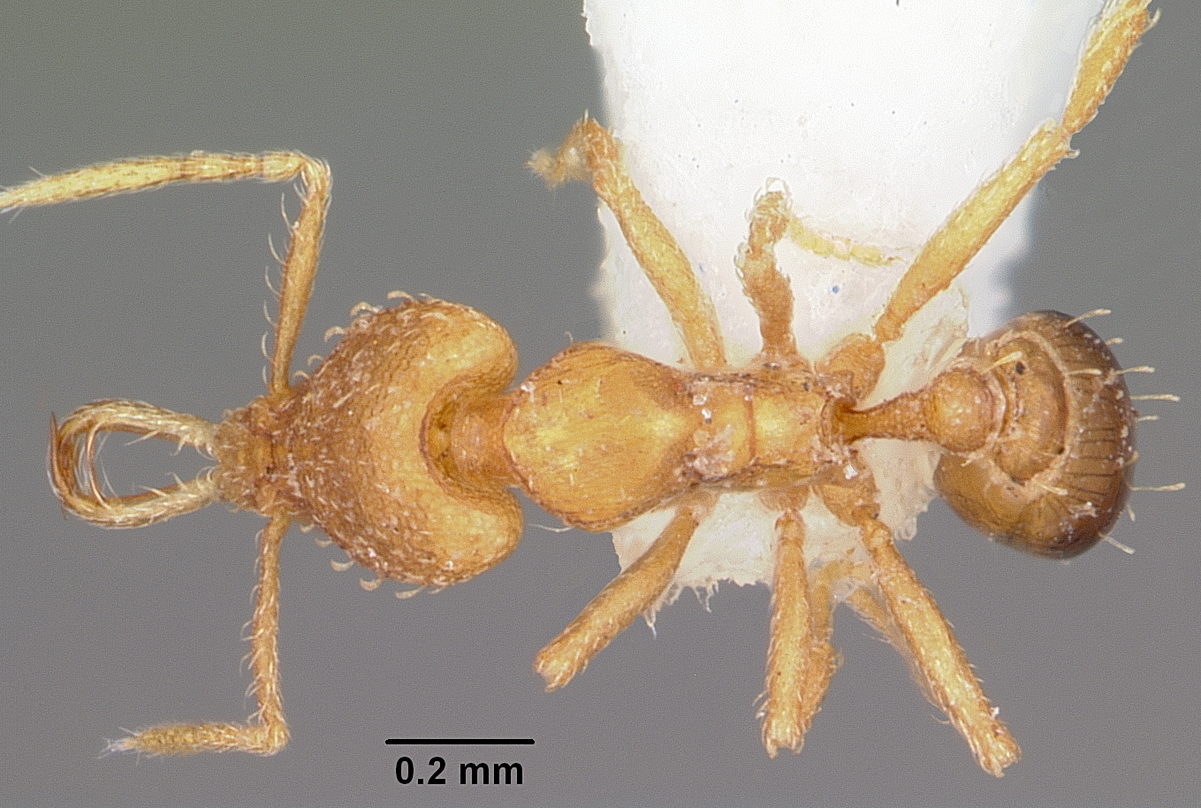
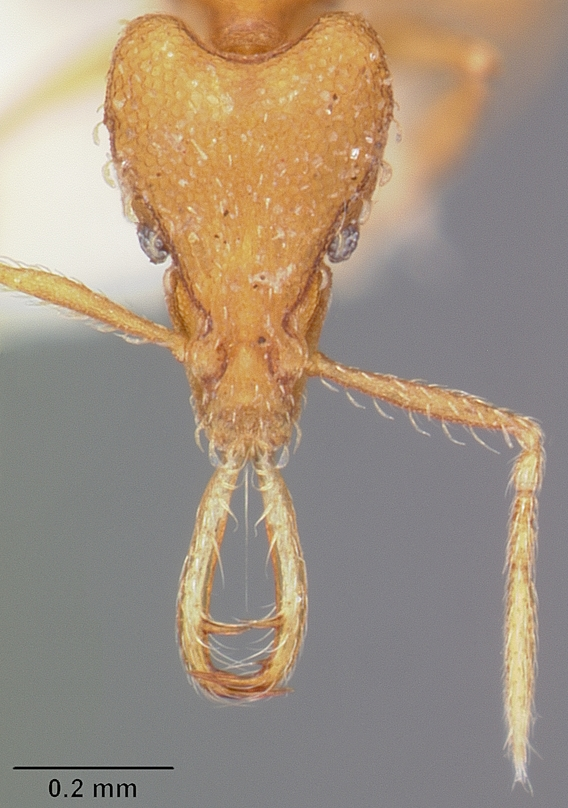
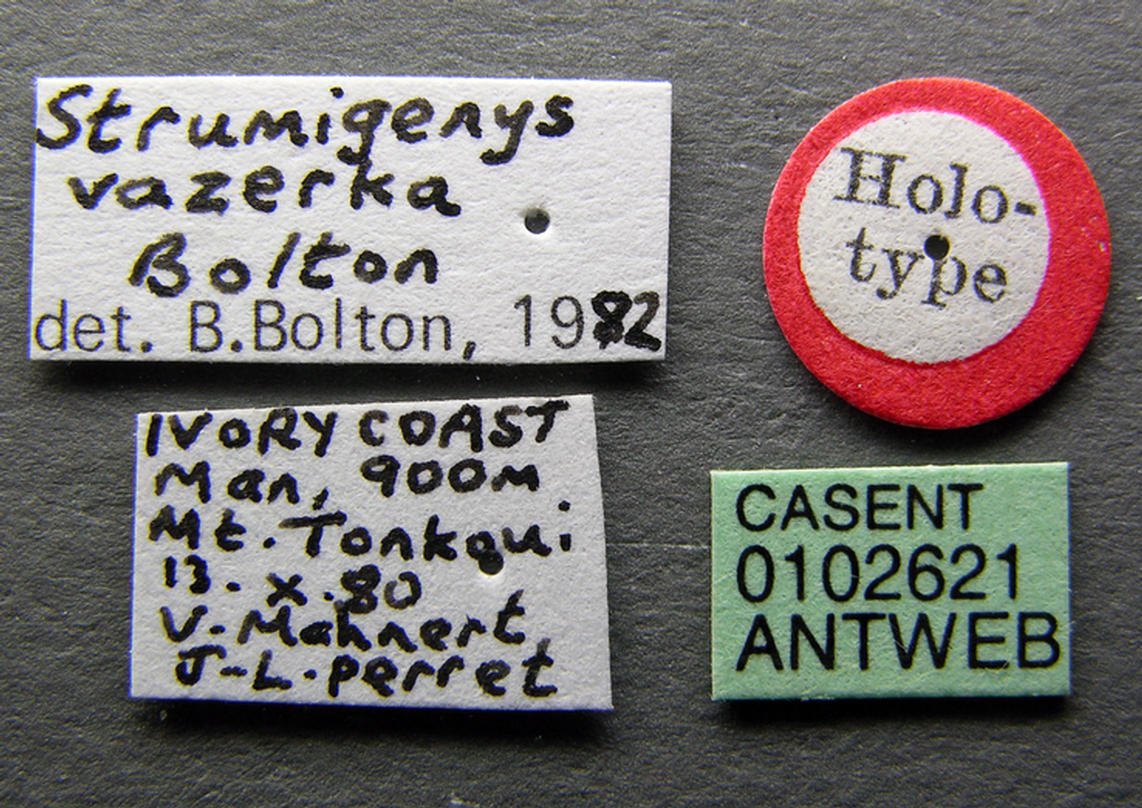
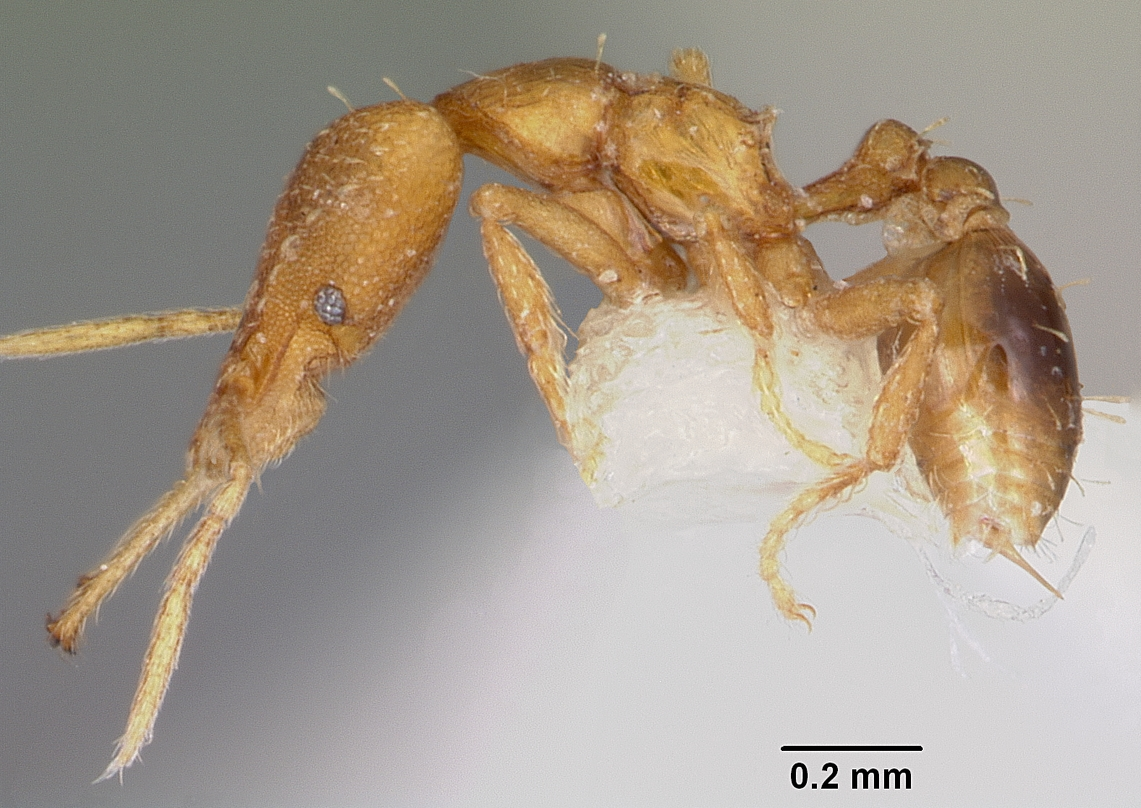